# Campeonato Mundial de Andebol de Praia
O Campeonato Mundial de Handebol de Praia é uma competição de Handebol de praia bianual para seleções nacionais masculinas e femininas. Foi organizada inicialmente pela International Handball Federation em 2004.

## Sumário

### Masculino
| Ano           | Sede                   |         | Final        | Final         | Final          |       | Terceiro e Quarto | Terceiro e Quarto | Terceiro e Quarto |
| Ano           | Sede                   | Campeão | Score        | Segundo Lugar | Terceiro Lugar | Score | Quarto Lugar      |                   |                   |
| ------------- | ---------------------- | ------- | ------------ | ------------- | -------------- | ----- | ----------------- | ----------------- | ----------------- |
| 2004 Detalhes | El Gouna Beach, Egito  | Egito   | 2 – 1        | Turquia       | Rússia         | 2 – 1 | Croácia           |                   |                   |
| 2006 Detahes  | Rio de Janeiro, Brasil | Brasil  | 2 – 0        | Turquia       | Espanha        | 2 – 1 | Egito             |                   |                   |
| 2008 Detalhes | Cadiz, Espanha         | Croácia | 2 – 1 (u.g.) | Brasil        | Sérvia         | 2 – 0 | Egito             |                   |                   |
| 2010 Detalhes | Antalya, Turquia       | Brasil  | 2 – 0        | Hungria       | Turquia        | 2 – 1 | Egito             |                   |                   |
| 2012 Detalhes | Mascate, Omã           |         | Brasil       | 2 – 1         | Ucrânia        |       | Croácia           | 2 – 0             | Rússia            |
| 2014 Detalhes | Recife, Brasil         |         | Brasil       | 2 - 1         | Croácia        |       | Catar             | 2 - 1             | Dinamarca         |
| 2016 Detalhes | Budapeste, Hungria     |         | Croácia      | 2 - 0         | Brasil         |       | Catar             | 2 - 1             | Hungria           |
| 2018 Detalhes | Cazã, Rússia           |         | Brasil       | 2 - 0         | Croácia        |       | Hungria           | 2 - 0             | Suécia            |

### Feminino
| Ano           | Sede                   |         | Final   | Final         | Final          |        | Terceiro e Quarto | Terceiro e Quarto | Terceiro e Quarto |
| Ano           | Sede                   | Campeão | Placar  | Segundo Lugar | Terceiro Lugar | Placar | Quarto Lugar      |                   |                   |
| ------------- | ---------------------- | ------- | ------- | ------------- | -------------- | ------ | ----------------- | ----------------- | ----------------- |
| 2004 Detalhes | El Gouna Beach, Egito  | Rússia  | 2 - 1   | Turquia       | Itália         | 2 - 0  | Croácia           |                   |                   |
| 2006 Detalhes | Rio de Janeiro, Brasil | Brasil  | 2 – 0   | Alemanha      | Rússia         | 2 – 0  | Bulgária          |                   |                   |
| 2008 Detalhes | Cadiz, Espanha         | Croácia | 2 – 0   | Espanha       | Brasil         | 2 – 1  | Itália            |                   |                   |
| 2010 Detalhes | Antalya, Turquia       | Noruega | 2 – 0   | Dinamarca     | Brasil         | 2 – 0  | Ucrânia           |                   |                   |
| 2012 Details  | Mascate, Omã           |         | Brasil  | 2 – 0         | Dinamarca      |        | Noruega           | 2 – 0             | Hungria           |
| 2014 Detalhes | Recife, Brasil         |         | Brasil  | 2 - 0         | Hungria        |        | Noruega           | 2 - 1             | Ucrânia           |
| 2016 Detalhes | Budapeste, Hungria     |         | Espanha | 2 - 1         | Brasil         |        | Noruega           | 2 - 1             | Hungria           |
| 2018 Detalhes | Cazã, Rússia           |         | Grécia  | 2 - 1         | Noruega        |        | Brasil            | 2 - 0             | Espanha           |

## Quadro Geral de Medalhas
| Ordem | País      | Medalha de ouro | Medalha de prata | Medalha de bronze | Total |
| ----- | --------- | --------------- | ---------------- | ----------------- | ----- |
| 1     | Brasil    | 8               | 3                | 3                 | 14    |
| 2     | Croácia   | 3               | 2                | 1                 | 6     |
| 3     | Noruega   | 1               | 1                | 3                 | 5     |
| 4     | Espanha   | 1               | 1                | 1                 | 3     |
| 5     | Rússia    | 1               | 0                | 2                 | 3     |
| 6     | Egito     | 1               | 0                | 0                 | 1     |
| 6     | Grécia    | 1               | 0                | 0                 | 1     |
| 8     | Turquia   | 0               | 3                | 1                 | 4     |
| 9     | Hungria   | 0               | 2                | 1                 | 3     |
| 10    | Dinamarca | 0               | 2                | 0                 | 2     |
| 11    | Alemanha  | 0               | 1                | 0                 | 1     |
| 11    | Ucrânia   | 0               | 1                | 0                 | 1     |
| 13    | Catar     | 0               | 0                | 2                 | 2     |
| 14    | Itália    | 0               | 0                | 1                 | 1     |
| 14    | Sérvia    | 0               | 0                | 1                 | 1     |